# Sông Sa Đầu Giác
sông Sa Đầu Giác (tiếng Trung: 沙頭角河; Hán-Việt: Sa Đầu Giác hà; bính âm: Shātóujiǎo Hé) tạo thành một phần biên giới giữa Hồng Kông và Trung Quốc đại lục (đoạn từ cầu Sa Đầu Giác Hà đến Bách Công Ao).
Sông Sa Đầu Giác có cùng điểm khởi nguyên với sông Thâm Quyến, gần Bách Công Ao, chảy về phía đông ra vịnh Sa Đầu Giác. Đường Trung Anh nguyên là một phần của sông Sa Đầu Giác, về sau bị lấp và trở thành đường phố, nay là điểm tiếp giáp trên bộ duy nhất giữa Hồng Kông và Trung Quốc đại lục.